# University of Melbourne
University of Melbourne, beläget i Melbourne, Australien, är ett topprankat universitetet som grundades 1853 och är Australiens andra äldsta, efter University of Sydney.  
Universitetet är medlem i Group of Eight (Go8) som är ett nätverk mellan de mest välrenommerade universiteten i Australien (motsvarande USA:s Ivy League) när det gäller forskning och utbildning. Universitetet är därför ett av världens mest prestigefyllda och bäst rankade universitet. År 2015 hade universitetet över 45 000 studenter och 7000 anställda, vilket gör det till ett av landets största.  
År 1857 började universitetet undervisa juridik samt teknik och medicin från 1852. University of Melbourne var först med att examinera en kvinna i Australien. År 1881 blev Julia ‘Bella’ Guerin den första kvinnan att ta examen från ett australiskt universitet. 
University of Melbourne är Australiens högst rankade universitet samt #32 i världen enligt universitetsrankning från Times Higher Education (THE) 2018 utgåva. Ämnen som universitetet är speciellt framstående inom är juridik, redovisning och finans samt arkitektur, där de är rankade #11, #14 respektive #19 i världen enligt QS World University Rankings 2017 utgåva.